# ルイ・クロード・リシャール

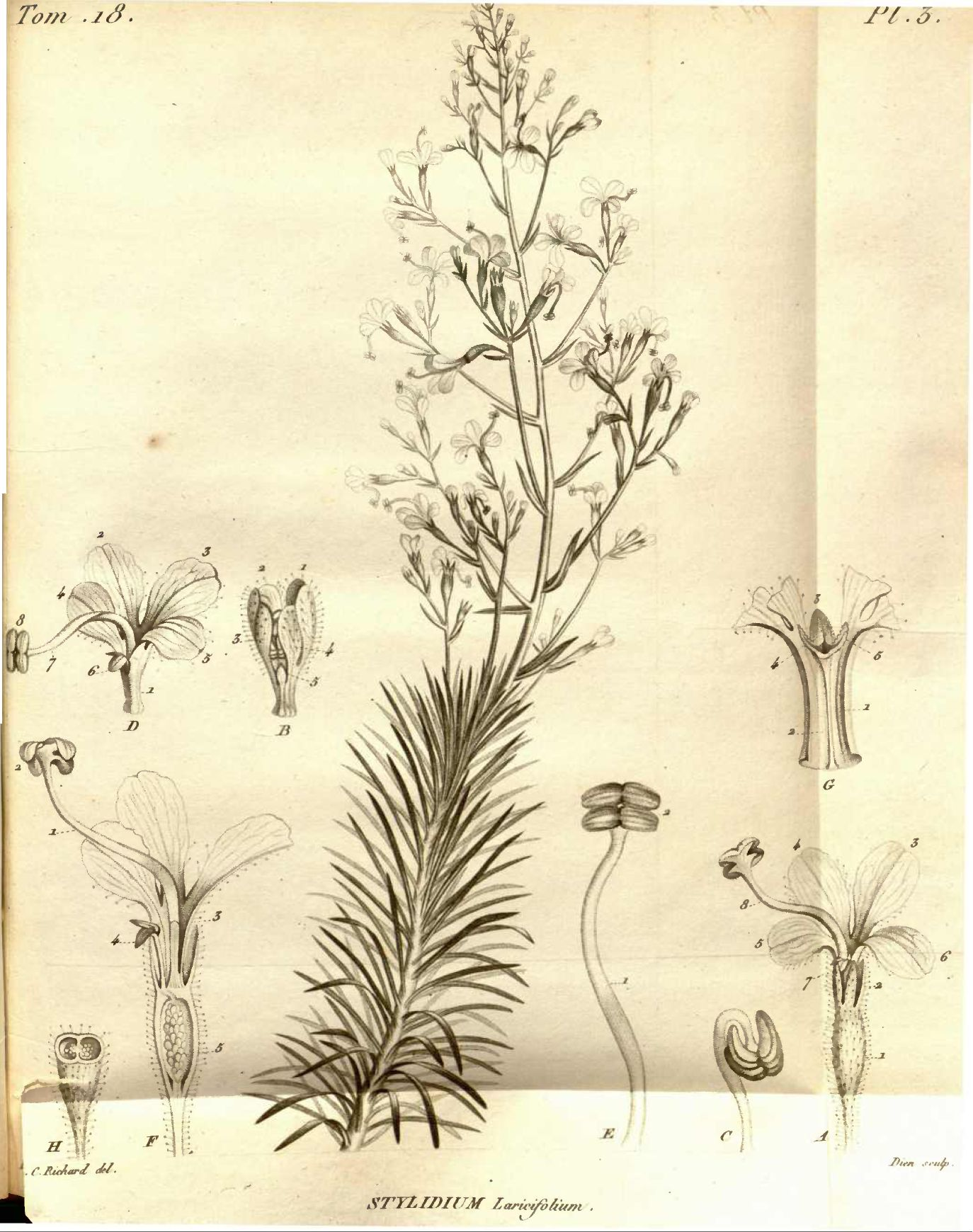
Annales du Muséum National d'Histoire Naturelle, 1811の図版

ルイ・クロード・リシャール（Louis Claude Marie Richard、1754年9月19日 - 1821年6月6日）は、フランスの植物学者である。

## 生涯
ヴェルサイユで生まれた。代々、博物学者の家系で、曽祖父はルイ14世の動物園の飼育係で祖父は、植物学者、ベルナール・ドゥ・ジュシューのもとでトリアノン宮殿の植物園ではたらいていた。父親はルイ15世が1761年に購入したAuteuilの植物園で働き、叔父もその仕事を継いだ。幼いころから絵画の才能を示し、その才能はパリの司教に認められ、牧師になることを薦められたが植物学者になることを望んだ。ベルナール・ドゥ・ジュシューに励まされて植物学の勉強を続け、植物画を描き花の構造に関する報告を科学アカデミーで行った。
アメリカのフランス植民地の有用植物の調査のために1781年7月にフランス領ギアナに派遣され、そこで8年間滞在した。王室の命令にもかかわらず、カイエンヌの市長は植物園にリシャールが現地の植物を栽培することを許さず。市長の没後、植物園を使った栽培が可能になった。1789年4月に、4000の植物標本をもってフランスに戻った。
1794年にパリの医学校の助教授となった。
サトイモ科のRichardiaに献名されている。息子のアシル・リシャール（Achille Richard）も植物学者となった。  

## 著書
- Demonstrations botaniques, ou analyse du fruit, 1808.
- Analyse botanique des embryons endorhizes ou monocotylédonés, 1811.
- De Orchideis europaeis annotationes …, 1817.
- Commentatio botanica de Coniferis et Cycadeis, 1826.
- De Musaceis commentatio botanica …, von seinem Sohn herausgegeben, 1831.